# Antiblemma albicosta
Antiblemma albicosta là một loài bướm đêm trong họ Erebidae.